# Jeunesse en mission
Pour les articles homonymes, voir JEM.
Jeunesse en mission ou JEM (Youth With A Mission ou YWAM en anglais) est une organisation missionnaire chrétienne évangélique interconfessionnelle internationale présente dans 180 pays.

## Histoire
JEM a été conçu en 1956, par Loren Cunningham, un étudiant de 20 ans dans un institut de théologie des Assemblées de Dieu aux États-Unis. Alors qu'il voyageait aux Bahamas, il a eu une vision sur une organisation qui partagerait la Bonne Nouvelle du Royaume de Dieu sur tous les continents.
L'organisation est fondée aux États-Unis en 1960 par Loren Cunningham et Darlene, sa femme,,. La première mission a eu lieu au Liberia pour construire une route à travers la jungle afin de desservir un centre pour lépreux.
En 1964, l’organisation est devenue interconfessionnelle .
Elle s’établit en Europe et fonde en 1969 un centre de formation à Lausanne, en Suisse.
JEM a été affiliée à l'ONG humanitaire chrétienne Mercy Ships depuis sa fondation en 1978 jusqu'à 2003.
En 1987, elle participe à l’organisation de la première Marche pour Jésus à Londres en Angleterre avec les réseaux Pioneer et Ichtus Christian Fellowship .

## Programmes
Les actions de JEM sont regroupées dans trois principaux domaines : l'évangélisation, la formation de disciples et l'aide humanitaire chrétienne,.
L'organisation compte plus de 18 000 volontaires dans 1 100 bases dans 180 pays.

## Controverses
En 1986 et 1990, des anciens volontaires de Jeunesse en mission ont reproché le comportement de certains dirigeants faisant usage de culpabilité, d'autoritarisme, de dénigrement de la pensée critique, d'exclusivité sociale et de suppression de l'individualité  ,.